# Psychotria megalantha
Psychotria megalantha är en måreväxtart som beskrevs av David H. Lorence. Psychotria megalantha ingår i släktet Psychotria och familjen måreväxter. Inga underarter finns listade i Catalogue of Life.